# Ʌ̨
Cette page contient des caractères spéciaux ou non latins. S’ils s’affichent mal (▯, ?, etc.), consultez la page d’aide Unicode.
Ʌ̨ (minuscule : ʌ̨), appelé V culbuté ogonek, est un graphème utilisé dans certaines transcriptions phonétiques. Il s’agit de la lettre v culbuté diacritée d’un ogonek.

## Utilisation
Le V culbuté ogonek ‹ ʌ̨ › a été utilisé par Sidney Lamb pour la transcription du yuki et du huchnom dans les années 1960 et par Roy Siniard pour la transcription du yuki dans les années 1960,.
Le V culbuté ogonek ‹ ʌ̨ › a aussi été utilisé par Wilbur Pickering dans la transcription du kiriri (en) dans les années 1960.

## Représentations informatiques
Le V culbuté ogonek peut être représenté avec les caractères Unicode suivants :
- décomposé (latin étendu B, Alphabet phonétique international, diacritiques) :

| formes    | représentations | chaînes de caractères | points de code | descriptions                                         |
| --------- | --------------- | --------------------- | -------------- | ---------------------------------------------------- |
| majuscule | Ʌ̨               | Ʌ◌̨                    | U+0245 U+0328  | lettre majuscule latine v culbuté diacritique ogonek |
| minuscule | ʌ̨               | ʌ◌̨                    | U+028C U+0328  | lettre minuscule latine v culbuté diacritique ogonek |